# Monica Matano
Monica Matano (Salerno, 23 gennaio 1978) è una giornalista e conduttrice televisiva italiana.

## Biografia
Si è laureata in lettere classiche presso l'Università di Salerno, con 110 e lode e menzione di merito, il 17 Novembre 2000 discutendo una tesi dal titolo “La favola in Esopo e nella Melevisione di Raitre”. 
Già a 18 anni si era avviata nel mondo del giornalismo come pubblicista, iniziando a lavorare presso l'emittente campana LiraTV. e in contemporanea in quel periodo ha scritto articoli per il Corriere dell’Umbria e per la Sicilia di Catania. 
Nel 1997 entra in Rai, in particolare lavora a Rai Sat 2.
Tra il 1998 e il 1999 fa parte della redazione di Cominciamo bene con la qualifica di programmista-regista.
Dal 2001 al 2004 lavora su Rai 1 come inviata de La vita in diretta.
Successivamente lavora nella redazione del Tg2, collaborando in particolare alla rubriche Costume e Società, Salute e Dossier.
Nel 2004 diventa giornalista professionista. 
Dal 2008 entra a far parte della redazione sportiva della Rai, ossia di Rai Sport. Inizialmente è inviata di Dribbling, poi conduce il telegiornale sulle reti Rai 1 e Rai 2. Ha ideato e condotto la rubrica Tè rosa, dedicata alle donne dello sport. Nel 2011, su Rai 2, ha condotto Domenica Sportiva Estate. 
Nel 2013 ha condotto Super 8, programma-rotocalco mattutino di Rai Sport 1. Sempre su Rai Sport 1 è impegnata con Pomeriggio da Campioni e, nel 2014, Pomeriggio Mondiale. 
Dal 30 agosto 2014, sostituisce Sabrina Gandolfi alla guida di Sabato Sprint. 
Nel 2015-2016 è conduttrice di Sabato Sprint in seconda serata su Raidue. 
Tra il 2016 e il 2018 è conduttrice delle varie edizioni del Tg, in particolare le 18.30 su Raidue. Ha realizzato servizi e interviste sia per il notiziario che per le rubriche della Testata. In occasione della 100ª edizione del Giro d’Italia e del Tour de France, ha firmato speciali di 15’ dedicati ai grandi ciclisti del passato (da Gimondi a Moser,da Baronchelli a Bugno,da Zilioli a Battaglin). 
Nel 2019 è conduttrice del “TgXL”, lo spazio di Raidue, dalle 18.10 alle 18.50, dedicato all’approfondimento di temi sportivi con ospiti in studio, collegamenti in diretta e servizi. A giugno 2019,ha condotto gli studi dell’Europeo di calcio Under 21 e del Mondiale di calcio femminile, in prima serata su Raiuno e su Raidue. 
Autrice del libro “ Italia- I grandi calciatori”,collana Cuori da Campioni,Gruppo Editoriale Raffaello, pubblicato nel maggio 2021. A ottobre 2021 è vincitrice del Premio “ Estra per lo Sport “ 2021 per la sezione tv e radio e ad aprile 2022 del Premio USSI “ Lo Sport e chi lo racconta” con il servizio su Nicole Orlando, campionessa paralimpica.